# Klabautermann

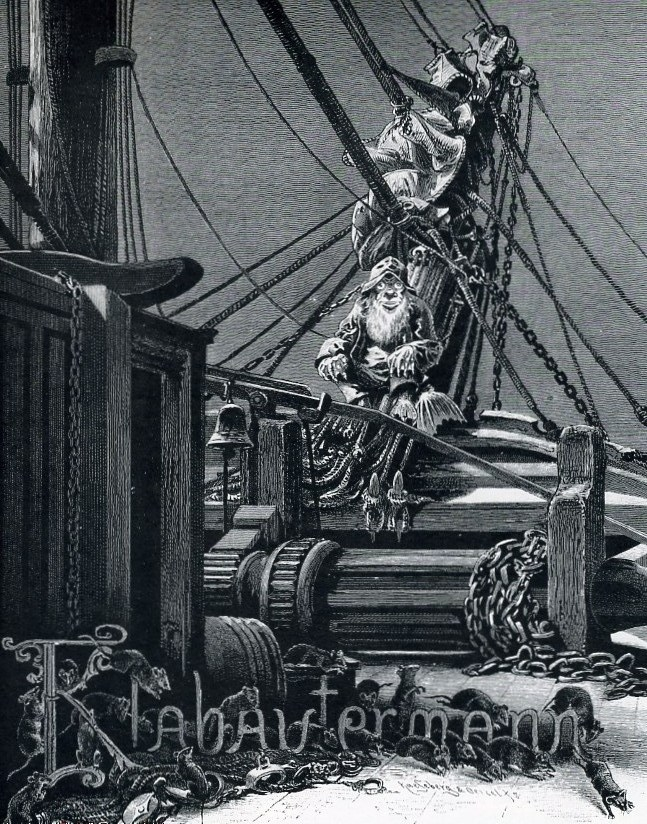
Un klabautermann a bordo di una nave, dal libro "Buch Zur See", 1885

Klabautermann è lo spirito protettore delle navi, che secondo una leggenda diffusa nel Mar Baltico risiederebbe nelle navi che vengano "trattate bene"; di queste proteggerebbe sia la struttura che l'equipaggio (ed anche i pescatori).
Lo si raffigura con in mano un martello e coperto con la cerata gialla dei marinai ed un berretto marinaro di lana.
Si è supposta un'etimologia riferita al verbo basso tedesco kalfatern (calafatare), cioè all'operazione di sigillare protettivamente le parti dello scafo per impedirne l'allagamento.
Ci sono anche rappresentazioni negative, che lo vedono responsabile degli inconvenienti a bordo.

## Klabautermann nei media
- Nel manga e nell'anime One Piece, la nave pirata Going Merry, all'insaputa della ciurma, possiede un proprio Klabautermann, che aggiustò la barca quando era troppo danneggiata per proseguire.[2]
- Dschinghis Khan  nel 1982 ha pubblicato un single chiamato Klabautermann.
- La band tedesca Versengold ha dedicato ad una versione femminile del Klabautermann il singolo Klabauterfrau nel 2025.[3]